# Ібрагім Сулемана
Ібрагім Сулемана Какарі (англ. Ibrahim Sulemana Kakari ; 22 травня 2003, Суньяні, Гана) — ганський футболіст, півзахисник клубу «Аталанта» та збірної Гани.

## Клубна кар'єра
Ібрагім Сулемана родом з міста Бронг-Ахафо на південному заході Гани, він почав займатися футболом у своєму рідному місті Суньяні. Саме в цьому місті його помітив агент ганського футболіста Олівер Артур, який приїхав, щоб організувати день пошуку гравців у регіоні. Вибраний серед кількох інших гравців, він був запрошений на тестовий збір до Італії влітку 2019 року. Цього було достатньо, щоб привернути увагу рекрутерів «Аталанти», які включили його до своєї групи U17. Сулемана пробув там два роки, встигнувши взяти участь у кількох національних турнірах, доки не отримав травму обличчя після сильного удару, отриманого під час матчу. Не втримавшись в «Аталанті», він нарешті підписав контракт з «Вероною» влітку 2021 року. Клуб покрив його медичні витрати, включно з операцією на обличчі, а також дозволив йому почати з Прімавери.
Він підписав свій перший професійний контракт з «Вероною» 1 липня 2022 року. Дебютував за клуб 9 жовтня 2022 року в матчі італійської Серії A проти «Салернітани», вийшовши на заміну на 71 хвилині. Футболіст зміг швидко закріпитися в основній команді клубу, частину сезону пропустивши через травми, який за підсумком закінчив на підсумковому сімнадцятому місці, вибувши в плей-офф за збереження прописки в найсильнішому дивізіоні, де була переможена «Спеція».
У липні 2023 року футболіст перейшов в італійський клуб «Кальярі», з яким уклав чотирирічний контракт. Дебютував за клуб футболіст 12 серпня 2023 року в матчі Кубка Італії проти клубу «Палермо». Перший матч у чемпіонаті футболіст зіграв 21 серпня 2023 проти «Торіно>», вийшовши на поле у стартовому складі. Дебютний гол за клуб футболіст забив 21 січня 2024 в матчі проти клубу «Фрозіноне».
17 липня 2024 року Сулемана перейшов в «Аталанту» за суму близько дев'яти мільйонів євро. Він дебютував у її складі 19 серпня, у другому турі переможного матчу над «Лечче» (4–0), змінивши Маріо Пашаліча.

## Виступи за збірні
Сулемана дебютував у складі національної збірної Гани 6 червня 2024 року у відбірковому матчі чемпіонату світу проти Малі. Він замінив Саліса Абдула Самеда на 88-й хвилині, коли Гана забила в доданий час і здобула перемогу з рахунком 2–1.